# مريم ترحيني
مريم ترحيني هي كاتبة ومؤلفة لبنانية مقيمة في السعودية. تهتم في كتبها بقصص للأطفال وصغار السن. هي كاتبة في السفير العربي.

## كتب
| الاسم                 | دار النشر                     | تاريخ النشر    | عدد الصفحات | ردمك ISBN            | شكل الكتاب | الموضوع                                                              | حجم   | الرسام          | الفئة المستهدفه           | المصدر |
| --------------------- | ----------------------------- | -------------- | ----------- | -------------------- | ---------- | -------------------------------------------------------------------- | ----- | --------------- | ------------------------- | ------ |
| سَلفْي                  | أصالة للطباعة والنشر والتوزيع | 18 أبريل 2017  | 16          | (ردمك 9786144423462) |            | واقعيّ                                                                | 28*20 | سهير خربطلي     | من سن 4 سنوات حتى 8 سنوات | [ 2 ]  |
| أُريدُ هاتِفَ أُمّي         | أصالة للطباعة والنشر والتوزيع | 18 أبريل 2017  | 16          | (ردمك 9786144423479) | قصص مصورة  | واقعيّ (التكنولوجيا، احترام خصوصية الآخر، الحفاظ على الأغراض الشخصية) | 28*20 | راما سلطان      | من سن 4 سنوات حتى 8 سنوات | [ 3 ]  |
| مَزيد مِنَ الألْعاب       | أصالة للطباعة والنشر والتوزيع | 18 أبريل 2017  | 20          | (ردمك 9786144423479) |            | واقعيّ (التكنولوجيا، العائلة، احترام رغبة الآخر)                      | 28*20 | إلهام عطائي     | من سن 9 سنوات حتى 12 سنة  | [ 3 ]  |
| لَمّا عَطَسَ الحوت         | أصالة للطباعة والنشر والتوزيع | 4 ديسمبر 2017  | 20          | (ردمك 9789953950433) | قصص مصورة  | الحفاظ على البيئة، التنوّع البيولوجيّ                                  | 24*24 | براء العاوور    | من سن 4 سنوات حتى 8 سنوات | [ 4 ]  |
| لماذا لا أحبٌ الفلافل؟ | أصالة للطباعة والنشر والتوزيع | 12 أكتوبر 2018 | 24          | (ردمك 9789953953687) |            | واقعيّ (العائلة، الطعام، المغامرة)                                    | 28*20 | هيا حلاو        | من سن 9 سنوات حتى 12 سنة  | [ 5 ]  |
| أُمّي دَوْمًا مُسْتَعْجِلَة!     | أصالة للطباعة والنشر والتوزيع | 1 يناير 2020   | 24          | (ردمك 9789953953687) |            |                                                                      | 28*22 | عبد الله قواريق | من سن 9 سنوات حتى 12 سنة  | [ 5 ]  |
| في بيتنا ثلاثة دجاجات | دار البنان                    | 1 سبتمبر 2020  | 20          | (ردمك 9786144550922) |            | أطباق أكل الدجاج                                                     | 26*17 | نغمة صالحي      | من سن 9 سنوات حتى 12 سنة  | [ 6 ]  |